# ドミニク・ケプファー
ドミニク・ケプファー (Dominik Koepfer, ドイツ語発音: [ˈd̥ɔmɪnɪk ˈkʰœp͡fɐ]; 1994年4月29日 - ) は、ドイツ・フルトヴァンゲン出身の男子プロテニス選手。身長180cm、体重79kg。左利き、バックハンドは両手打ち。ATPランキング自己最高ランキングはシングルス49位。ダブルス69位。

## 選手経歴

### ジュニア時代
ドイツ南部のバーデン＝ヴュルテンベルク州フルトヴァンゲンで生まれ、6歳からテニスを始め、高校を卒業するまで同地で生まれ育った。高校卒業後はアメリカ合衆国のニューオーリンズにあるテュレーン大学に進学
。2015年にはITAが主催するインドアの大会で優勝した（de:ITA National Intercollegiate Indoor Championships）。

### 2016年 プロ転向
大学卒業の2016年にプロ転向。

### 2017年 チャレンジャーダブルス初優勝
フューチャーズとATPチャレンジャーツアーを中心に周り、2017年9月のコロンバス・チャレンジャーのダブルスでデニス・クドラとペア組み初タイトルを獲得した。年間最終ランキングは305位。

### 2018年 ツアー初勝利

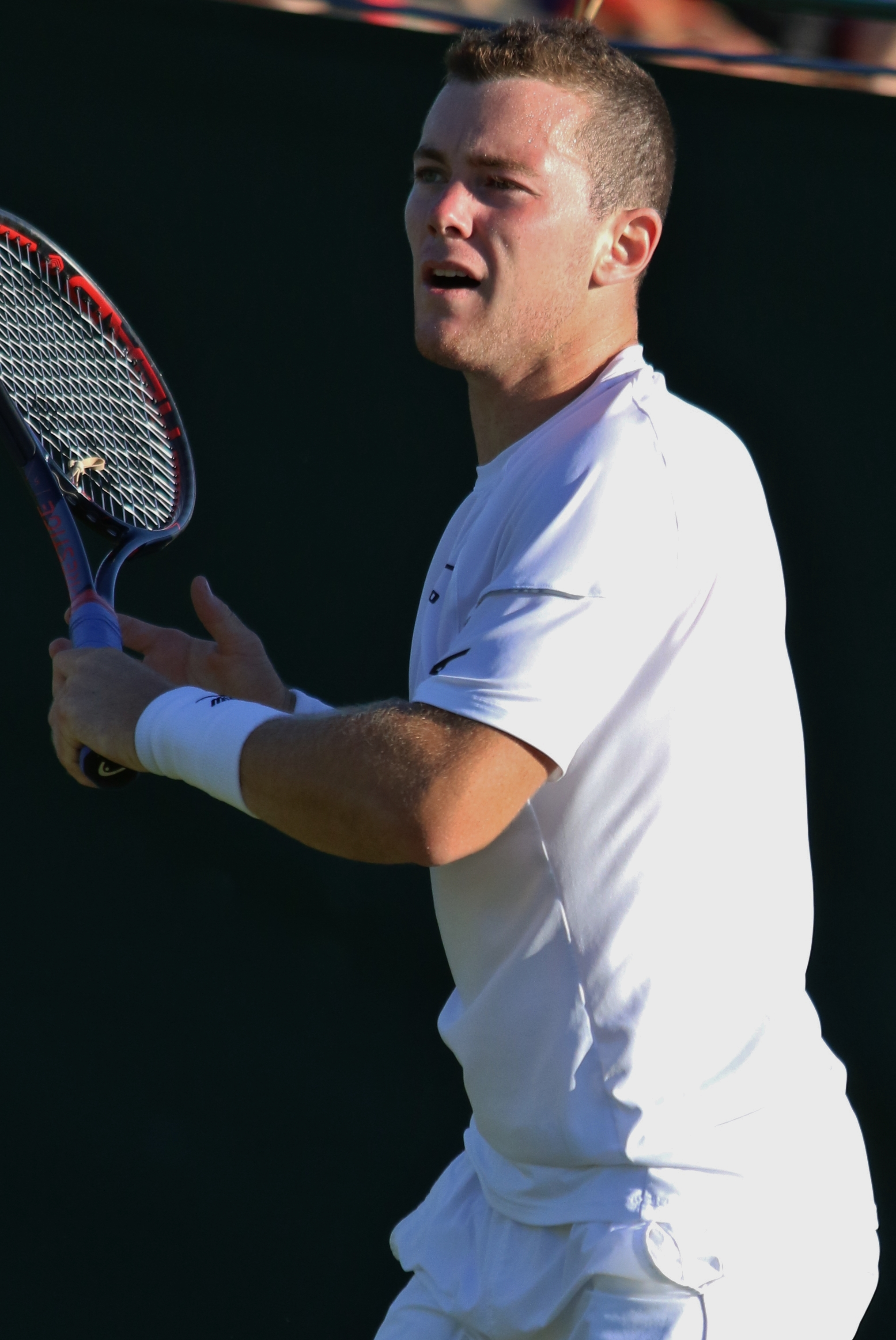
2018年ウィンブルドン選手権でのドミニク・コプファー

2018年ウィンブルドン選手権でグランドスラムで初めて予選入りし、予選1回戦で伊藤竜馬を2-0、予選2回戦でゲラルト・メルツァーを2-1で破ったが、予選3回戦でノルベルト・ゴンボスに5セットで敗れた。同年8月のウィンストン・セーラム・オープンで、本戦初戦でテニス・サングレンを破りツアー初勝利を挙げた。2回戦はダニエル太郎に0-2で敗れた。年間最終ランキングは161位。

### 2019年 トップ100入り

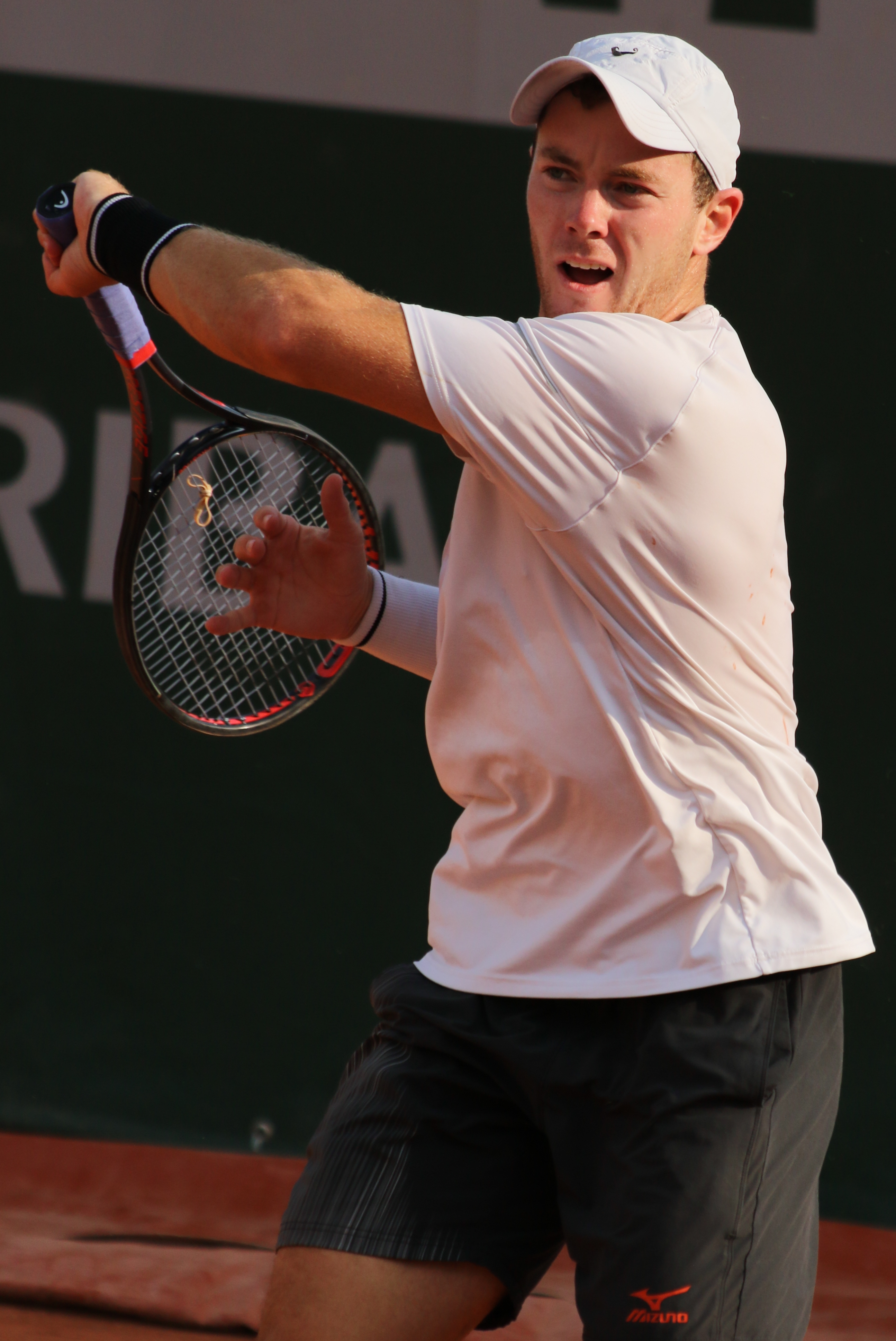
2019年全仏オープンでのドミニク・コプファー

2019年全豪オープンで予選1回戦でブレイク・エリスを2-1で破ったが、予選2回戦でロイド・ハリスに0-2で敗れた。5月の全仏オープンで予選1回戦でミッチェル・クルーガーを2-0で破ったが、予選2回戦でシモーネ・ボレッリに1-2で敗れた。6月のイルクリー・チャレンジャー決勝でデニス・ノバクを2-1で下し、チャレンジャーのシングルスで初優勝を果たした。この優勝により、7月のウィンブルドン選手権のワイルドカードを獲得し、グランドスラム本戦初出場を果たした。1回戦でフィリプ・クライノビッチを3-1で下しグランドスラム初勝利を挙げた。2回戦でディエゴ・シュワルツマンに0-3で敗れた。

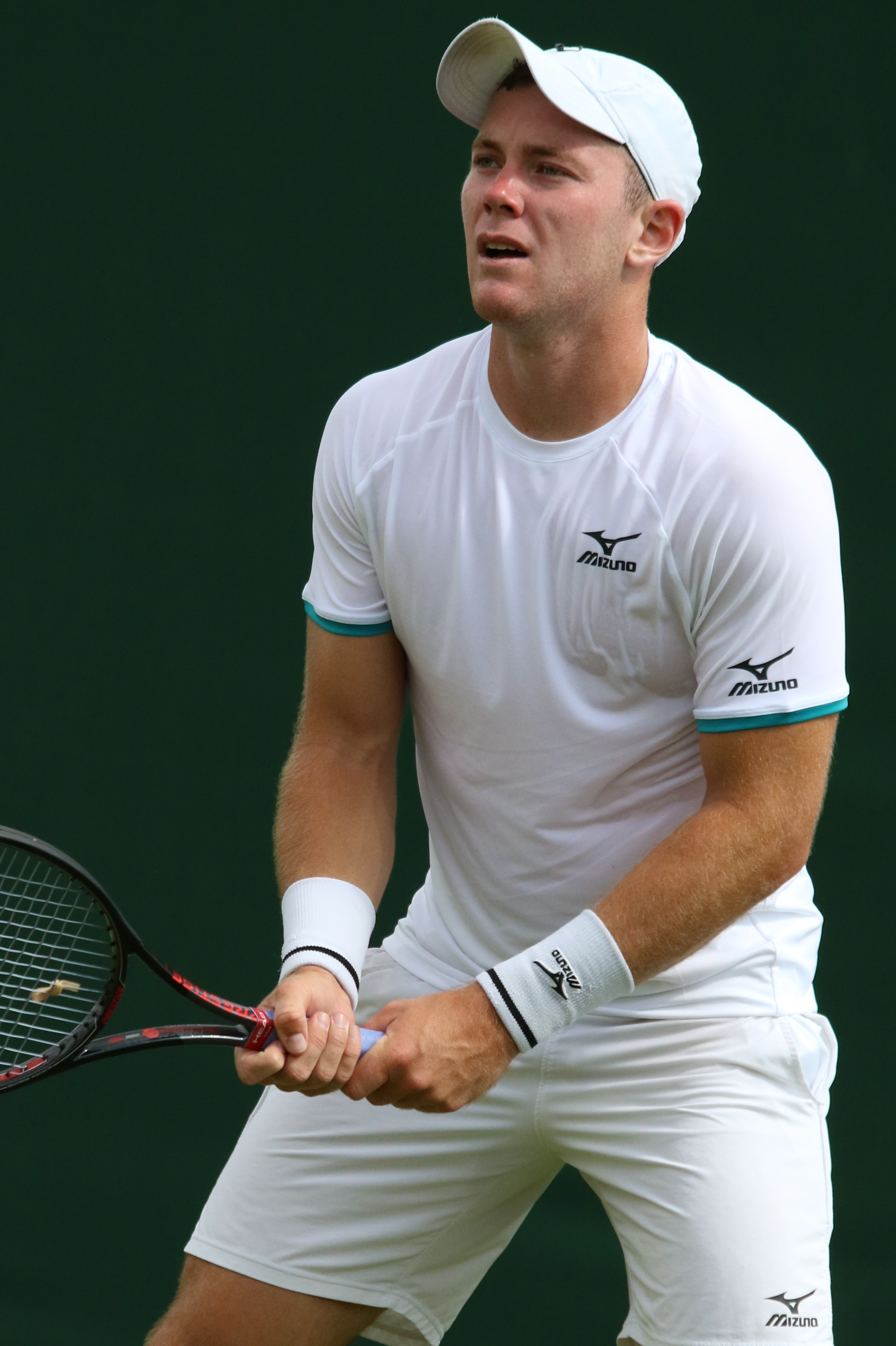
2019年ウィンブルドン選手権でのドミニク・コプファー

8月の全米オープンでは予選でライアン・ハリソン、ニコラ・マユ、内山靖崇をそれぞれ2-0, 2-1, 2-0で下し本戦進出、本戦では1回戦でハウメ・ムナルを3-1、2回戦でライリー・オペルカを3-0、3回戦でニコロズ・バシラシビリを3-1で破ったが、4回戦でダニール・メドベージェフに1-3で敗れた。この活躍により、ランキングを大会前の113位から86位に上げ、トップ100入りを果たした。年間最終ランキングは94位。

### 2020年 マスターズベスト8
2020年全豪オープンでは本戦1回戦のペドロ・マルティネスに0-3で敗れた。9月の全米オープンでは本戦1回戦のテイラー・フリッツに1-3で敗れた。同月のBNLイタリア国際の予選でフラヴィオ・コボッリ、ジル・シモン、ミハイル・ククシュキンを全て2-1で下しマスターズ本戦初進出を果たした。1回戦でアレックス・デミノーを2-1、2回戦で世界ランク9位のガエル・モンフィスを2-0、3回戦でロレンツォ・ムゼッティを2-0で下してベスト8に進出した。準々決勝で世界ランク1位のノバク・ジョコビッチに1-2で敗れた。同月行われた全仏オープンでは1回戦のアントワーヌ・ホアンを3-1で破った。2回戦で第16シードのスタン・ワウリンカに敗れた。年間最終ランキングは66位。

### 2021年 トップ50入り

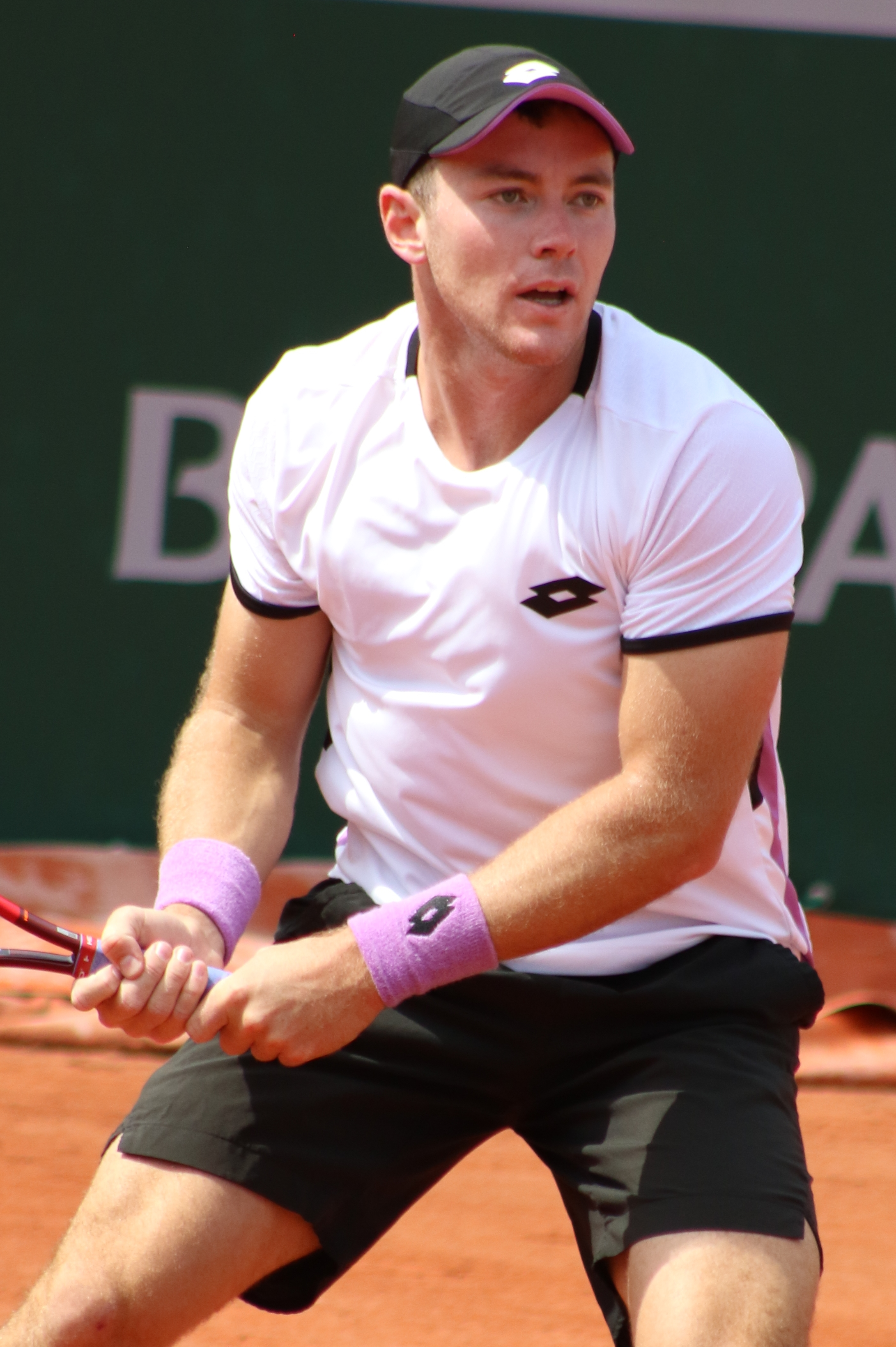
2021年全仏オープンでのドミニク・コプファー

全豪オープンでは2回戦で第3シードのドミニク・ティームに4-6, 0-6, 2-6のストレートで敗れた。メキシコ・オープンではミロシュ・ラオニッチ、キャメロン・ノリーらを下して、ベスト4進出。準決勝ではアレクサンダー・ズベレフに敗れた。マイアミ・オープンではユーゴ・ガストンに1-6, 4-6のストレートで敗れ、初戦敗退。モンテカルロ・マスターズでは予選を突破するも、マルコ・チェッキナートに4-6, 3-6のストレートで初戦敗退。マドリード・マスターズではライリー・オペルカを6-4, 6-4のストレートで破るも、2回戦でクリスチャン・ガリンに3-6, 4-6のストレートで敗れたが、5月10日の世界ランキングで50位となり、トップ50入りを果たした。全仏オープンでは2回戦で第30シードのテイラー・フリッツを6-3, 6-2, 3-6, 6-4で破り、初の3回戦進出。3回戦では第8シードのロジャー・フェデラーに6-7(5), 7-6(3), 6-7(4), 5-7で敗れた。ウィンブルドン選手権では初の3回戦進出。3回戦では第8シードのロベルト・バウティスタ・アグートに5-7, 1-6, 6-7(4)のストレートで敗退。全米オープンでは2回戦で第2シードのダニール・メドベージェフに4-6, 1-6, 2-3のストレートで敗れた。パリ・マスターズではアンディ・マレーやフェリックス・オジェ＝アリアシムを下して初の3回戦進出。3回戦ではホベルト・ホルカシュに6-4, 5-7, 2-6で敗れた。年間最終ランキングは54位。

### 2022年 怪我に見舞われる
全豪オープンでは2回戦で第23シードのライリー・オペルカに4-6, 3-6, 6-7(4)のストレートで敗れた。その後は継続的な腕の怪我により、クレーシーズンをスキップしたことで7月18日には149位、8月22日には159位となり、トップ150圏外となった。さらに11月7日には259位となり、トップ250圏外まで世界ランキングが大幅に下降したが、11月のカルガリー チャレンジャーでは決勝でアレクサンダル・ブキッチを6-2, 6-4のストレートで下して、ATPチャレンジャーツアー2勝目を挙げ、ランキングを202位まで回復させた。年間最終ランキングは201位。

### 2023年 チャレンジャー4勝目
4月のメキシコシティ・チャレンジャーでは決勝でティアゴ・アグスティン・ティランテを2-6, 6-4, 6-2の逆転で下して、ATPチャレンジャーツアー3勝目を挙げた。続くサン・ルイス・オープン・チャレンジャー・ツアーでは準優勝を果たした。5月の2023 Advantage Cars Prague Openでは決勝でヤクプ・メンシークに6-4, 6-3のストレートで敗れ、準優勝となるも、続くトリノ・チャレンジャーでは決勝でフェデリコ・ガイオを6-7(5), 6-2, 6-0で破り、チャレンジャー4勝目を挙げたことでトップ100復帰する。7月、アトランタ・オープンでは1回戦でジョン・イズナー、2回戦でダニエル・エバンスを破り、ベスト8進出。さらにロス・カボス・オープンではベスト4進出を果たし、ダブルスでは準優勝を果たした。11月の カルガリー・チャレンジャーでは決勝でリアム・ドラクスルに4-6, 3-6のストレートで敗れ、チャレンジャー6度目の準優勝となった。年間最終ランキングは77位。

### 2024年 全豪ダブルスベスト4
キャンベラ・チャレンジャー
では決勝でヤクプ・メンシークを6-3, 6-2のストレートで破り、ATPチャレンジャーツアー5勝目を挙げた。全豪オープンでは第6シードのアレクサンダー・ズベレフに6-4, 3-6, 6-7(3), 3-6の逆転で敗れ、初戦敗退となったが、同胞のヤニック・ハンフマンと組んだダブルスではグランドスラム初のベスト4進出を果たした。2月のダラス・オープンではベスト8進出。準々決勝ではトミー・ポールに5-7, 3-6のストレートで敗れた。3月のメキシコ・オープンではフランシス・ティファニーを6-4, 5-7, 6-1で下し、ベスト8進出。準々決勝ではホルガ・ルーネに敗退するも、大会後にはシングルス世界ランキング49位となり、自己最高ランキングを更新した。マイアミ・オープンでは3回戦でウゴ・アンベールを3-6, 6-4, 6-3で破り、初の4回戦進出を果たした。5月のローマ・マスターズでは2回戦でティアフォーを6-4, 6-2のストレートで下して、3回戦進出をする。続くリヨン・オープンではアンベールを2-6, 6-4, 6-4の逆転で破り、ベスト8進出。全仏オープンでは第5シードのダニール・メドベージェフに3-6, 4-6, 7-5, 3-6で敗れ、初戦敗退。全米オープンではアレクサンダー・シェフチェンコに3-6, 5-7, 7-5, 2-6で敗れて初戦敗退。年間最終ランキングは102位。

### 2025年
全豪オープンでは予選第1シードとして出場し、予選3試合を制して、本戦出場をするも、第27シードのジョーダン・トンプソンに6-7(3), 4-6, 6-4, 3-6で初戦敗退となった。

## ATPツアー決勝進出結果

### シングルス: 0回 (0勝0敗)
| 大会グレード            |
| グランドスラム (0-0)    |
| ATPファイナルズ (0-0)   |
| ATPマスターズ1000 (0-0) |
| ATPツアー500 (0-0)      |
| ATPツアー250 (0–0)      |

| サーフェス別タイトル |
| ハード (0-0)         |
| クレー (0-0)         |
| 芝 (0-0)             |

## 成績
略語の説明
| W | F | SF | QF | #R | RR | Q# | LQ | A | Z# | PO | G | S | B | NMS | P | NH |

W=優勝, F=準優勝, SF=ベスト4, QF=ベスト8, #R=#回戦敗退, RR=ラウンドロビン敗退, Q#=予選#回戦敗退, LQ=予選敗退, A=大会不参加, Z#=デビスカップ/BJKカップ地域ゾーン, PO=デビスカップ/BJKカッププレーオフ, G=オリンピック金メダル, S=オリンピック銀メダル, B=オリンピック銅メダル, NMS=マスターズシリーズから降格, P=開催延期, NH=開催なし.

### グランドスラム
| 大会                 | 2016 | 2017 | 2018 | 2019 | 2020 | SR  | 勝-敗 |
| -------------------- | ---- | ---- | ---- | ---- | ---- | --- | ----- |
| 全豪オープン         | A    | A    | A    | Q2   | 1R   | 0/1 | 0–1   |
| 全仏オープン         | A    | A    | A    | Q2   | 2R   | 0/0 | 1–0   |
| ウィンブルドン選手権 | A    | A    | Q3   | 2R   | NH   | 0/1 | 1–1   |
| 全米オープン         | A    | A    | A    | 4R   | 1R   | 0-2 | 3–2   |
| 勝-敗                | 0–0  | 0–0  | 0–0  | 4–2  | 1–2  | 0/4 | 4–4   |

### 大会最高成績
| 大会                 | 成績 | 年         |
| -------------------- | ---- | ---------- |
| ATPファイナルズ      | A    | 出場なし   |
| インディアンウェルズ | 2R   | 2022       |
| マイアミ             | 4R   | 2024       |
| モンテカルロ         | 1R   | 2021, 2024 |
| マドリード           | 2R   | 2021       |
| ローマ               | QF   | 2020       |
| カナダ               | Q1   | 2021       |
| シンシナティ         | 2R   | 2021       |
| 上海                 | Q2   | 2019       |
| パリ                 | 3R   | 2021       |
| オリンピック         | 3R   | 2021, 2024 |
| デビスカップ         | SF   | 2021       |

## ATPチャレンジャー・ITFフューチャーズ決勝

### シングルス: 8戦5勝
| 戦績                    |
| ----------------------- |
| ATPチャレンジャー (1–2) |
| ITFフューチャーズ (4–1) |

| サーフェス   |
| ------------ |
| ハード (3–2) |
| クレー (1–1) |
| グラス (1–0) |

| 結果   | 勝-敗 | 日時       | 大会               | サーフェス | 相手                   | スコア             |
| ------ | ----- | ---------- | ------------------ | ---------- | ---------------------- | ------------------ |
| 優勝   | 1–0   | 2016年10月 | F32, ハーリンジン  | ハード     | ルーク・バンブリッジ   | 6–4, 6–4           |
| 準優勝 | 1–1   | 2017年1月  | F5, ウェストン     | クレー     | ウーゴ・デリエン       | 2–6, 5–7           |
| 優勝   | 2–1   | 2017年3月  | F5, オーランド     | クレー     | トミー・ポール         | 4–6, 6–3, 7–5      |
| 優勝   | 3–1   | 2017年7月  | F24, シャンペーン  | ハード     | ルビン・ステイタム     | 6–7(5–7), 6–2, 7–5 |
| 準優勝 | 0–1   | 2018年2月  | サンフランシスコ   | ハード     | ジェイソン・ジュン     | 4–6, 6–2, 6–7(5–7) |
| 優勝   | 4–1   | 2018年3月  | F2, シェルブルック | ハード     | マイケル・レドリツキ   | 6–7(3–7), 7–5, 6–2 |
| 優勝   | 1–1   | 2019年6月  | イルクリー         | グラス     | デニス・ノバク         | 3–6, 6–3, 7–6(7–5) |
| 準優勝 | 1–2   | 2019年8月  | アプトス           | ハード     | スティーブ・ジョンソン | 4–6, 6–7(4–7)      |

### ダブルス: 5戦3勝
| 戦績                    |
| ----------------------- |
| ATPチャレンジャー (1–0) |
| ITFフューチャーズ (2–2) |

| サーフェス   |
| ------------ |
| ハード (2–2) |
| クレー (0–1) |
| グラス (0–0) |

| 結果   | 勝-敗 | 日時      | 大会                        | サーフェス | パートナー                   | 相手                                        | スコア             |
| ------ | ----- | --------- | --------------------------- | ---------- | ---------------------------- | ------------------------------------------- | ------------------ |
| 優勝   | 1–0   | 2016年8月 | F27, シャンペーン           | ハード     | ジャレッド・ヒルツィク       | ティム・コピンスキ アレックス・ローソン     | 3–6, 6–3, [11–9]   |
| 準優勝 | 1–1   | 2017年2月 | F7, オーランド              | クレー     | ボリス・アリアス             | コナー・スミス ライン・ウィリアムズ         | 6–3, 3–6, [8–10]   |
| 優勝   | 2-1   | 2017年3月 | F10, ベイカーズフィールド   | ハード     | ジャレッド・ヒルツィク       | パトリック・カウカ キーガン・スミス         | 3–6, 6–3, [6–10]   |
| 準優勝 | 2-2   | 2017年6月 | F19, ウィンストン・セーラム | ハード     | ルイス・ダビド・マルティネス | クリストファー・ユーバンクス ケビン・キング | 3–6, 4–6           |
| 優勝   | 1–0   | 2017年9月 | コロンバス                  | ハード     | デニス・クドラ               | ルーク・バンブリッジ デイビッド・オヘア     | 7–6(8–6), 7–6(7–3) |